# Wolfgang Joop
Wolfgang Joop (Potsdam, 18 novembre 1944) è uno stilista, designer e scrittore tedesco.

## Biografia
Nato a Potsdam, si è trasferito a Braunschweig dopo la creazione della DDR. Caduto il muro di Berlino è tornato nell'ex Germania Orientale e da allora vive dividendosi tra Potsdam e Amburgo.
Ha mosso i primi passi nel design dopo aver completato gli studi universitari in Psicologia a Braunschweig. Diventerà poi famoso grazie a due linee di moda da lui lanciate: JOOP! e Wunderkind. 
Ha pubblicato alcune opere di narrativa e un'autobiografia. Impegnato nel sociale, sostiene in particolare associazioni che si battono contro l'AIDS e contro le violenze sui minori. Colleziona dipinti e sculture, prevalentemente di artisti novecenteschi.

## Vita privata
Bisessuale dichiarato, ha due figlie, Henriette Elisabeth - stilista e designer anche lei, meglio conosciuta come Jette Joop - e Florentine, scrittrice, illustratrice e pittrice, entrambe nate dal suo matrimonio con Karin, terminato col divorzio. Nel 2015 ha sposato Edwin, da tempo suo compagno.